# Александар Невски (филм)
Александар Невски (рус. Алекса́ндр Не́вский) је совјетска историјска драма из 1938. године. Филм је режирао Сергеј Ајзенштајн, насловну улогу играо је совјетски глумац Николај Черкасов, а музику за филм написао је Сергеј Прокофјев. Филм приказује неуспели напад Тевтонског реда на Новгородску републику, ког је кнез Александар Невски потукао у бици на Чудском језеру (1242). У политичкој ситуацији из 1938. године филм је био део совјетске пропаганде против Нацистичке Немачке, и представљен је као очигледна алегорија предстојећег сукоба Руса и Немаца у Другом светском рату.

## Радња
У 13. веку, немачки крсташи, вођени верским фанатизмом и похлепом, нападају руске кнежевине које су међусобно дубоко подељене. Тевтонски витезови заузимају град Псков, спаљују жене и децу. После унутрашњих расправа, грађани Новгорода одлучују да замоле кнеза Александра Невског (Черкасова) да их поведе у битку. Два млада Новгорођанина, Гаврило Олексич (Абрикосов) и Василиј Буслај (Охлопков), обојица воле Олгу Даниловну (Ивашева) која обећава да ће се удати за онога који се покаже храбријом. Током одлучујуће битке на Чудском језеру (Пеипус) 5. априла 1242. године, Александар побеђује крсташе, од којих се многи удаве када лед на језеру пукне. Новгорођани славе Александра и своје трупе и кажњавају издајнике.